# Mense Maio
Mense Maio je název encykliky papeže Pavla VI. vyhlášené 26. dubna 1965 o doporučení využívat měsíc květen k mariánské úctě, tedy k modlitbám o přímluvu Matky Boží.